# 信用創造
信用創造（しんようそうぞう、英: credit creation）とは、銀行が貸し付けによって預金通貨を創造できる仕組みを表す。簡易には準備預金制度のもとで、銀行が有する「貨幣を生み出す」機能を指す。創造される信用貨幣の量は準備預金制度に依存し、家計や企業の資金需要と借り手の返済能力の影響を受ける。銀行が貨幣経済において果たしている重要な機能のひとつであり、預金創造とも呼ばれる。現代のほとんどの経済機構では、マネーサプライの大部分は銀行預金の形をとっている。中央銀行は、いわゆる通貨における量的金融指標を測定することにより、経済機構内の貨幣量を監視する。

## 概要
信用創造とは、一般的に銀行が返済能力のある企業等の資金需要に応じて、借り手の預金口座に貸出金相当額を記述し、預金通貨を生み出すことを指す。このとき、預金から貸出しを行うことはなく、銀行が保有する原資を必要とすることもない。また逆に借り手の返済により預金通貨は消滅することになる。
近年「多くの経済学の教科書で信用創造に関し誤った記述がある」としてイングランド銀行などからも問題視されている。実際の銀行業務では預金者から預かった預金を貸し出すことはなく、借り手の預金口座に貸出金相当額を入金して新たに創出したお金で貸し出しを行う。従って、銀行が預金を受け取った後にその預金を再び貸し出すという解説は誤りであり、中央銀行の貨幣が乗数効果を生むわけでもない。このため、誤った信用創造の理解に基づいた経済理論は現実の経済実態を反映していないと問題視されている。
銀行は信用供与により銀行の負債である信用貨幣を新たに造りだすことができる。銀行が信用供与（すなわち貸出あるいは証券投資）をする際に、借り手（あるいは証券の売り手）の銀行口座にその金額を記入する。このことにより、貸し出しの際には新たな預金通貨がつくりだされ、返済の際には預金通貨は消滅する。すべての預金通貨は信用創造によって創出され、このような預金通貨から必要に応じて引き出された現金通貨が市中（銀行業システムの外部）で流通する。ただし資金需要がなければ銀行は信用創造できない。現金通貨と中央銀行当座預金は中央銀行の信用創造によって供給される。
返済能力のある企業に借り入れの資金需要があれば、信用創造の規模は理論的には無制限であるが、現実的には銀行の貸し付け可能な限界点や家計と企業の行動による制限、BIS規制といった制限が存在している。

### 信用創造における内生と外生
信用創造の本源を何と見るかによって内生説と外生説が生じる。伝統的には外生説であり、通貨の本質は金塊などであり、これらが外部から金融システムに提供され、これを又貸ししていくことで信用が創造されるというものである。一方で内生説は、通貨の本質は借り手の返済能力に対する信用であり、これを担保に金融システムは必要とされるだけ（無制限に）信用通貨を創造する、とするものである。外生説では信用創造のおもな監視対象は預金準備率であり、内生説では不良債権比率であるが実務においては個々の金融機関の預金準備率は不良債権比率から算定するため実質的には変わらない。しかし中央銀行や金融監督省庁においては、特定の金融機関が不良債権（の比率）を隠している状況下でシステム全体の預金準備率を一律にコントロールしている場合、特定の金融機関の貸し倒れリスクがシステム全体に波及する危険性を持つことになる。古典的には外生説にはイギリス通貨学派、内生説には銀行学派（真正手形説）があり、「地金（じきん）論争」として争われたことがある。

## 信用創造と景気循環
設備投資による借り入れなどが増加する景気のよい時期には、自然と貨幣が増加する。一方、設備投資が一巡し、新たな借入よりも返済が多くなれば、景気は落ち着き、貨幣は減少する。
このように信用創造は、貨幣需要（資金需要）にあわせて変動し、景気（名目GDP）と正の相関をもつことが想定される。マネーサプライ（現金+預金）と名目GDP（物価×実質GDP）の比をあらわすものには貨幣の所得速度がある。

## 信用貨幣論
2007年から2008年の金融危機以降、マネーサプライが貨幣乗数によって制限されるとする部分準備理論に対する批判が高まっている。中央銀行は必要以上の準備金を供給しており、また銀行は必要なときに追加の準備金を積み上げることができるため、銀行の準備金は制限要因ではないことが確認されている。多くのエコノミストや銀行家は、流通しているお金の量はローンの需要によってのみ制限され、準備要件によっては制限されないことを認識している。
銀行が顧客に1000ドルのローンを発行すると、彼らは顧客の借入金口座に1000ドルを借方記入し、同時に顧客の預金口座に1000ドルを貸方記入し、使用できるようにする。今、銀行には1000ドルの新しい資産と1000ドルの新しい負債があるが、資産と負債が同じ量だけ増加するため、銀行の口座はまだバランスが取れている。銀行の貸借対照表は、単純に1000ドルだけ拡張される。銀行はその準備金から1000ドルには手を付けない。その1000ドルは、取引前には存在しなかった新しい流通貨幣なのである。
銀行ソフトウェアの調査は、銀行がローンを発行するときに2つの口座に金額を追加する以外何もしないことを示している。こうして銀行が流通させることができる信用貨幣の量には制限がないように見えるという所見は、「銀行はどこからともなくお金を生み出している"Banks are creating money out of thin air"」というよく聞かれる表現を生み出した。
ローンの発行時にこの方法で生み出される金額はローンの元金(the original amount of a debt on which interest is calculated)と同じだが、ローンの複利(Interest, as on a loan or a bank account, that is calculated on the total on the principal plus accumulated unpaid interest)を支払うために必要な金額は生み出されていない。このプロセスの結果として、世界の債務額はマネーサプライの合計を超える。現行の銀行制度の批評家は、この理由から幣制改革を求めている。
ジョセフ・シュンペーターを嚆矢とする信用貨幣論は、マネーサプライの創造者、配分者としての銀行の中心的な役割を主張し、（技術革新のもと、完全雇用を達成しながらインフレなき経済成長を可能にする）「生産的な信用創造"productive credit creation"」および（消費者物価または資産価格のいずれかのインフレをもたらす）「非生産的な信用創造"unproductive credit creation"」を区別する。
中央銀行の操作（「金融緩和"monetary easing"」など）を通じて刺激されるという銀行貸出のモデルは、ネオケインジアン派経済学およびポスト・ケインズ派経済学の分析、ならびに中央銀行によってas well as central banks却下された。反対派のdissident分析によって提示された主な言い分は、銀行の貸借対照表の拡張（たとえば、新しいローンによるもの）は、それによって法定準備金が銀行から不足した場合、銀行は準備率の制限内で返却するために追加費用を負担するので、（銀行が）ローンから期待できる収益に影響を与える可能性があるということである–しかしこのことは、「そもそも銀行がローンを提供する能力を妨げることはない」。銀行は最初に貸し出し、それから準備率をカバーするのである。貸与するかどうかの決定は、通常、中央銀行がもつ準備金や顧客からの預金とは無関係であって、とにかく、銀行は預金や準備金を貸し出しているのではない。銀行は、顧客の事業の状況、融資の見込み、および／または全体的な経済状況などの貸出基準lending criteriaに基づいて融資を行うのである。

## 内生的貨幣供給理論
イングランド銀行の季刊誌（2014年春号）は「現代経済における貨幣の創造」の中で、銀行が民間主体が貯蓄するために設けた銀行預金を原資として貸出しを行っており、中央銀行がベースマネーの量を操作して経済における融資や預金の量を決定しているという見解は通俗的な誤解であると指摘している。銀行による貸出しは、借り手の預金口座への記帳によって行われるに過ぎず、銀行は何もないところから、預金通貨を作り出している。銀行は預金という貨幣を元手に貸出しを行うのではなく、その逆に、貸出しによって預金という貨幣を創造している。貨幣を負債の一種とみなす信用貨幣論を前提とし、需要に応じて銀行によって貨幣が供給されるとする理論は内生的貨幣供給論と呼ばれている。
中野剛志によれば企業などの資金需要の増大が銀行の貸出・預金を増やし、そしてベースマネーを増やすのであって、ベースマネーの増加が銀行の貸出しを増やすのではない。
また中野は、現代経済において銀行は元手となる資金の量的な制約を受けることなく潜在的には無限に貸出しを行うことができ、制約があるとすれば、貸し手側の資金力にではなく、借り手側の返済能力にあるとする。銀行は借り手に返済能力があると判断する限り、いくらでも貸出しに応じることができる。現代のような複雑かつ大規模な資本主義経済が可能になったのは、その中心に、銀行による信用創造があるからである。銀行は貸出しを増やせば、それに応じた準備預金を増やさなければならないので、金利を調節すれば、銀行の融資活動に影響を及ぼし、貨幣供給を調整することができるとしている。
ポスト・ケインズ派のハイマン・ミンスキーは「貨幣がユニークなのは、それが銀行による融資活動の中で創造され、銀行が保有する負債証書の約定が履行されると破壊される点にある。貨幣はビジネスの通常の過程の中で創造され、破壊されるのだから、その発行額は金融需要に応じたものになる。銀行が重要なのは、貸し手の制約にとらわれずに活動するからにほかならない。銀行は資金を貸すのに、手元に資金を持っている必要がないのである。この銀行の弾力性は、長期間にわたって資金を必要とする事業が、そのような資金を必要なだけ入手できるということを意味する」と述べている。

## 国債と内生的貨幣供給理論
日本政府は私企業とは異なり、民間銀行に口座を保有しておらず、円に関する預金口座は日本銀行のみに開設している。また銀行が国債を購入するには、銀行が日本銀行に保有する当座預金残高を利用している。その具体的な過程は以下の通りである。
1. 銀行が国債（新発債）を購入すると、銀行保有の日銀当座預金は、政府が開設する日銀当座預金勘定に振り替えられる
2. 政府は、たとえば公共事業の発注にあたり、請負企業に政府小切手によってその代金を支払う
3. 企業は、政府小切手を自己の取引銀行に持ち込み、代金の取立を依頼する
4. 取立を依頼された銀行は、それに相当する金額を企業の口座に記帳する（ここで新たな民間預金が生まれる）と同時に、代金の取立を日本銀行に依頼する
5. この結果、政府保有の日銀当座預金（これは国債の銀行への売却によって入手されたものである）が、銀行が開設する日銀当座預金勘定に振り替えられる
6. 銀行は戻ってきた日銀当座預金でふたたび国債（新発債）を購入することができる
7. したがって、銀行の国債消化ないし購入能力は、日本銀行による銀行にたいする当座預金の供給の仕振りによって規定されている

赤字国債の発行にもとづく政府支出の場合であれ、建設国債の発行にもとづく政府支出の場合であれ、銀行は受け入れた預金を基礎に国債を購入するわけではなく、逆に、政府が国債を発行し、銀行がそれを購入することによって、預金が創造される。
1から6までの過程自体は、少なくとも理論的には無限に続き得るものであり、この過程が示すように政府の支出は民間企業の貯蓄となる。政府の財政赤字は民間貯蓄によってファイナンスされているのではなく、その反対に、政府の財政赤字が民間貯蓄を生み出している。

## 歴史
スコットランドの経済学者H・D・マクラウドは、銀行の本質を「要求払いの信用を創造し発行すること」と主張し、シュンペーターやアルバート・ハーン、フィリップスらにより理論が発展した。マクラウドは従来の経済学の考え方を根底から覆し、信用創造論を中心とする銀行信用の役割について、きわめて斬新な視点を提供したが、その後のフィリップスによる大きな影響のもとに変質を遂げ、貨幣乗数アプローチに基づく貨幣供給理論が現在のマクロ経済学や金融論の主流を占めている。
ヘンリー・マクラウドの信用創造論の概要は、次の通りである。顧客が取引銀行に1万ポンドの現金を預金として預け入れるとすると、銀行の貸借対照表は、銀行の資産側に現金が1万ポンドが計上され、その負債側に同額の預金が計上され、表1のように表される。マクラウドの言葉によれば、「銀行はその顧客から貨幣を購入し、それと引き換えに銀行は顧客にその帳簿に信用を与える。すなわち、銀行は自分自身に対する同額の請求権を創造する」。銀行は社会的信頼を得ている限り、一方で現金を引き出そうとする顧客もあれば、他方で現金を預けようとする顧客もあるので、大数の法則として預け入れられた預金の一部分だけを手元に支払準備として保有するだけで良いので、ここでは、銀行が3か月払いの4万ポンドの為替手形を買い入れたとする。この場合、割引率を年4%とすれば、銀行の利益は400ポンドであり、この分が手形の買い入れ代金より差し引かれる。つまり、4万ポンドの手形に対して、39,600ポンドの預金が増加することになる。利益の400ポンドは銀行の自己資本として負債（および資本）欄に計上される。この結果、銀行の貸借対照表は表2の通りとなる。銀行は4万ポンドの手形の購入と引き換えに、39,600ポンドの預金（信用）を創造したのである。銀行が貸出しを行った場合も同様である。マクラウドは以上の事例に基づいて、銀行は当初に預かった預金の数倍の収益資産の購入（手形の購入や貸出し）を行うことができると主張し、銀行は信用の製造所であると述べた。そして、銀行によって創造された信用は、小切手その他の支払指図によって、銀行の預金勘定間を自由に移転可能であるから、その性質や効果などあらゆる点において、貨幣と同様であり、信用の創出は貨幣の追加にほかならないとみなした。
表1 銀行の貸借対照表（単位：ポンド）
| 資産        | 負債        |
| ----------- | ----------- |
| 現金 10,000 | 預金 10,000 |
| 計 10,000   | 計 10,000   |
表2 銀行の貸借対照表（単位：ポンド）
| 資産            | 負債        |
| --------------- | ----------- |
| 現金 10,000     | 預金 10,000 |
| 為替手形 40,000 | 預金 39,600 |
|                 | 利潤 400    |
| 計 50,000       | 計 50,000   |

フィリップスは、「本源的預金 (primary de- posits) 」をもとにその乗数倍の貸し出しができるため、その乗数的な預金である「派生的預金 (derivative deposits)」 が創出されると主張した。フィリップスにより提示された「本源的預金と派生的預金の区別、個別銀行と銀行システムとの関係、貸し出し拡張の限界」に関する理論は信用創造の通説となり、部分的修正や精緻化を行う研究者が後に続いた。
フィリップスの公式（X：貸出限度、C：現金、R：支払準備率）
{\displaystyle X={C\times (1-R) \over R}}

1930年代になると、貨幣乗数の理論が登場し、合わせて理解されるようになる。
ハートレー・ウィザーズ(en:Hartley Withers)はその主著『貨幣の意味』において、「あらゆる貸出しは預金をつくる」と述べ、銀行貸出の増加も、銀行の政府証券の購入も、銀行預金を増加させるという点では同一の効果をもたらすと指摘した。ジョン・メイナード・ケインズは 『貨幣論1』において「本源的預金」に対応する「受動的に創造する預金」、「派生的預金」に対応する 「能動的に創造する預金」という概念を用いてフィリップスと同様の理論を提唱し、さらに、信用創造能力は理論上は無限であると主張した。クヌート・ヴィクセルもケインズと同様銀行の信用創造能力は無限であるとし、さらに、その能力は貨幣に対する市場の需要によって決定されるとした。また、イギリスの経済学者であるR.G.ホートレーは、「銀行貸出こそが貨幣供給の源泉」であるとした。

## 又貸し説
信用創造とは、銀行は受け入れた預金以上に貸付けることができるか否かを問うものであって、それを肯定するもの（マクラウド）、否定するもの（リーフ(en:Walter Leaf)）の論争の後、今日では個々の銀行は預金以上には貸付け得ないが、一国の銀行群全体としては本源的預金に数倍する貸付けを行いうる（C.A.フィリップス）というのが通説となっている。この章ではこのアイデアを仮に「又貸しモデル」と呼称する。
預金準備率が10%の時、銀行が融資を行う過程で以下の通り信用創造が行われる。
1. A銀行はW社から預金1,000円を預かる。すると、A銀行はW社の預金のうち900円を貸し出すことができる。
2. A銀行がX社に900円を貸出、X社が900円をB銀行に預金する。同様にB銀行はX社の預金のうち810円を貸し出すことができる。
3. B銀行がY社に810円を貸出、Y社が810円をC銀行に預金する。そのうちC銀行はY社の預金のうち729円を貸し出すことができる。
4. C銀行は729円をZ社に貸し出す。

A銀行は1,000円の預金のうち、100円だけを準備として残り900円を貸し出す。A銀行が貸し出しを行うと貨幣供給量は900円増加する。貸出が実施される前は貨幣供給量はA銀行の預金総量1,000円のみであったが、貸出が実施された後の貨幣供給量はA銀行預金1,000円＋B銀行預金900円=合計1,900円に増加している。このとき、W社は1,000円の預金を保有しており、借り入れたX社も900円の現金通貨を保有している。この信用創造はA銀行だけの話ではない。X社がB銀行に900円預金することで、B銀行が10%の90円の準備を保有し残りの810円をY社に貸し出す。さらに、Y社がC銀行に810円預金することで、C銀行が10%の81円の準備を保有し残りの729円をZ社に貸し出す。このように、預金と貸出が繰り返されることで、貨幣供給量が増加していく。
以下の図は、1,000円の本源的預金が、預金と貸出がされるたびにその何倍もの預金額となり、貨幣供給量が増えていくことを示している。
A銀行の貸借対照表
| 資産       | 負債         |
| ---------- | ------------ |
| 準備 100円 | 預金 1,000円 |
| 貸出 900円 |              |
B銀行の貸借対照表
| 資産       | 負債       |
| ---------- | ---------- |
| 準備 90円  | 預金 900円 |
| 貸出 810円 |            |
C銀行の貸借対照表
| 資産       | 負債       |
| ---------- | ---------- |
| 準備 81円  | 預金 810円 |
| 貸出 729円 |            |
このとき、総貨幣供給量は、以下の通りである。（準備・預金比率:0<rr<1）
本源的預金{\displaystyle =}1000円
A銀行 貸出{\displaystyle =(1-rr)}×1000円
B銀行 貸出{\displaystyle =(1-rr)^{2}}×1000円
C銀行 貸出{\displaystyle =(1-rr)^{3}}×1000円
{\displaystyle \cdots }
総貨幣供給量{\displaystyle =}{{\displaystyle {1+(1-rr)+(1-rr)^{2}+(1-rr)^{3}+\cdots }}}×1000円
{\displaystyle ={\frac {1}{rr}}}×1000円
しかし、この通俗的（あるいは伝統的）な信用創造論は（金本位制度を前提とした直観的な記述であり、中央銀行がインフレ率を目標に制限なく貨幣を供給している現代貨幣論においては）本源的預金はどこから来るのかについてはまったく説明がなく（社会全体に不明ながら一定の金塊があり、その金塊のごく一部が預「金」として特定の銀行に持ち込まれることを出発点としてモデルが作成されている。このモデルには現代で言うところの中央銀行の役割についての記述がまったく含まれていない）、（上記のモデルでは）本源的預金は外生的に与えられ、これが貸し出されており、いわば金融仲介である（社会全体の信用創造を記述したものではなく、特定の金融機関を出発点として記述した部分モデル、という事である）。そして、預入によって形成される派生的預金は余剰資金であり、この信用創造は、余剰資金を資金不足主体に仲介する過程そのものであり、この通俗的な信用創造論は、実は金融仲介論でしかなく、信用創造の名前に値しない。（実際のところ現代の権威ある経済学のテキストの大半はこの又貸しモデルを「信用創造」として教授しており、伝統的な信用創造モデルは現代とは異なる通貨体制下で創案され教授されてきたものであり、現代の通貨システムに直接適用する際には注意が必要だろう。）